# Runcinia flavida
Runcinia flavida är en spindelart som först beskrevs av Simon 1881.  Runcinia flavida ingår i släktet Runcinia och familjen krabbspindlar. Inga underarter finns listade i Catalogue of Life.